# Polybetes rapidus
Polybetes rapidus là một loài nhện trong họ Sparassidae.
Loài này thuộc chi Polybetes. Polybetes rapidus được Eugen von Keyserling miêu tả năm 1880.